# Subaru Stella
Subaru Stella – japoński samochód produkowany przez Subaru. Stella skonstruowany jest podobnie do modelu Subaru R2. Jest to kolejna próba wejścia Subaru na rynek kei-carów zdominowany przez Suzuki Wagon R oraz Daihatsu Move.

## Wersja z napędem elektrycznym
W czerwcu 2008 Subaru zaprezentował prototyp z napędem elektrycznym łączący podwozie Stelli z napędem Subaru R1e, użyto w nim akumulatorów litowo-jonowych TEPCO.
Samochód został zaprezentowany na Szczycie G8 7 lipca 2008.